# Matt Ruff
Matt Ruff, nume complet: Matthew Theron Ruff (n. 8 septembrie 1965, Queens, New York) este un scriitor american.

## Lucrări
- The Gospel According to St. Thomas
- Fool on the Hill (1988) – (ISBN: 0-8021-3535-8)
- Sewer, Gas & Electric: The Public Works Trilogy (1997) – (ISBN: 0-87113-641-4)
- Set This House in Order: A Romance of Souls (2003) – (ISBN: 0-06-095485-X)
- Bad Monkeys (2007) – (ISBN: 0061240419)
- The Mirage (2012) – (ISBN: 9780061976223; ISBN: 0-06-197622-9). Roman științifico-fantastic de istorie alternativă
- Lovecraft Country (2016) – (ISBN: 978-0062292063; ISBN: 0062292064)